# مالنته
مالنته (به آلمانی: Malente) یک شهر در آلمان است که در استهلشتاین واقع شده‌است. مالنته ۱۰٬۴۹۳ نفر جمعیت دارد.